# Orestes Barbosa
Orestes Barbosa (Rio de Janeiro, 7 mai 1893 - 15 août 1966) est un compositeur, journaliste, chroniqueur et poète brésilien.
Il est considéré l'un des principaux compositeurs de samba du Brésil, ayant selon Vinicius de Moraes produit quelques uns des plus beaux vers de la poésie populaire brésilienne. Il est aussi un journaliste réputé, profession dans laquelle il tire sa subsistance initiale pour participer à des activités artistiques.